# Sandra Pires

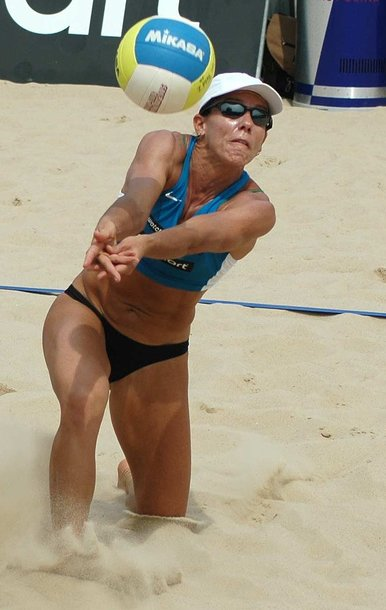
Sandra Pires

Sandra Tavares Pires Nascimento, född 16 juni 1973 i Rio de Janeiro, är en brasiliansk beachvolleybollspelare.
Pires blev olympisk guldmedaljör i beachvolleyboll vid sommarspelen 1996 i Atlanta.